# 文昇攸
文昇攸（韓語：문승유，1996年4月4日—），另譯作文丞愈，是一名韓國女演員。

## 演出作品

### 電視劇
- 2018年：STUDIO ONSTYLE《獨居，房(자취,방)》飾演 朴慧珍
- 2018年：網劇《奇怪的女人(이상한 여자)》飾演 芝妍
- 2021年：KBS1《即使被騙也要做夢》飾演 俞利
- 2022年：MBC《人生勝利組》飾演 李承雅[2][3][4]
- 2023年：KBS2《為你心動》飾演 Rose[5]
- 2024年：MBC《夜晚開的花》飾演 趙如花（年輕）[6][7]
- 2024年：tvN《不可能的婚禮》飾演 羅秀靜[8]

### 電影
- 2018年：《黑花(검은 꽃)》短片
- 2018年：《按鈕(버튼)》短片
- 2021年：《午夜》飾演 呼叫中心影片上的女孩

### 綜藝
- 2017年：《MIXNINE》[9]

### 話劇
- 2017年：《羅密歐與茱麗葉》

## 外部連結
- 文昇攸的Instagram帳戶
- 文昇攸在NAVER上的资料
- 文昇攸在Daum上的资料